# Pablo Vierci
Pablo Vierci, né à Montevideo le 7 juillet 1950, est un écrivain, journaliste et scénariste uruguayen.

## Biographie
Auteur de 12 livres, Pablo Vierci édite son premier ouvrage en 1979, intitulé Los tramoyistas.
En 2004, il publie le livre 99% asesinado, sur l'Opération Condor, plan international d'assassinats politiques dans les années 1970.
En 2009, il est l'auteur de La Sociedad de la Nieve qui raconte l'histoire des victimes de la catastrophe aérienne du Vol Fuerza Aérea Uruguaya 571 qui s'écrase dans la Cordillère des Andes en 1972, dépeignant la tragédie de personnes ayant réellement existé, comme le jeune sportif Fernando Parrado et l'étudiant Numa Turcatti ou encore le futur cardiologue Roberto Canessa et le berger chilien Sergio Catalán.
Son livre est adapté à l'écran en 2023 par le cinéaste espagnol Juan Antonio Bayona. Le film, dont le titre francophone est Le Cercle des neiges, connaît un succès international et représente l'Espagne aux Oscars 2024.

## Récompenses et distinctions
Il obtient au cours de sa carrière le deuxième prix national de littérature d'Uruguay en 1987 et 2004.